# 鮠冠孢虫
鮠冠孢虫（学名：Mitraspora liocasis）为球孢科冠孢虫属的动物。在中国，分布于辽宁等，营寄生生活，寄生在青鮠的鳃。